# The Moonband
The Moonband, auch The Incredible Moonband genannt, ist eine 2007 gegründete deutsche Akustik-Folk-Band aus München.

## Geschichte
Die Band wurde im September 2007 gegründet. Anfangs trat sie vorwiegend in Kneipen und Bars oder als Straßenmusiker auf, später auch auf Konzertveranstaltungen in anderen deutschen Städten. Als Studio dient ein altes Haus in Tschechien.
Schon kurz nach Erscheinen des ersten Albums mit dem Kurztitel Open Space im August 2010, das im Bayerischen Rundfunk „Album der Woche“ war, arbeitete die Band an ihrem zweiten Album. The Signification of Denavigation erschien dann im August 2011. Günther Klößinger schrieb dazu im E-Zine RockTimes damals: „Das zugrunde liegende Flair ist rundum Americana-geschwängert und klingt so authentisch, dass nur schwer zu glauben ist, dass diese Band aus München stammt.“
Im März 2014 erschien das dritte Album namens Atlantis. Andreas Schiffmann bezeichnete das Album auf der Seite Musikreviews.de als „bisher stärkste“ Veröffentlichung der Band und kam zum Schluss: „... 'Atlantis' ist vor allem eines - ureigener Ausdruck und Konglomerat spielstark inszenierter Folklore vor einer rockigen Kulisse, ersonnen von Fortschrittsdenkern. ...“.
Frontmann Eugen Kern-Emden war 2013 auch am Benefiz-Projekt Cpt. Nepomuk’s Friendly Heart Choir Club beteiligt, das mit dem Titel Weida mitanand am 5. Juli 2013 Platz 17 der Deutschen Charts erzielte.

## Diskografie
Alben
- 2010: Songs We Like to Listen to While Traveling Through Open Space (Rockville Music)
- 2011: The Significance of Denavigation (Rockville Music)
- 2014: Atlantis (Rockville Music)
- 2015: Back in Time (Millaphon Records)
- 2017: Until The Evil Ghost Is Gone (Rockville Music/Intertune Records)
- 2025: Relations

Kompilationsbeiträge
- 2013: Photosynthesis auf Cpt. Nepomuk’s Friendly Heart Choir Club – Weida Mitanand (Millaphon Records/Broken Silence)[6]